# Arnold Layne
"Arnold Layne" fue el primer sencillo de la banda de rock Pink Floyd, lanzado en 1967. La canción fue compuesta por Syd Barrett, y aunque la pieza no aparece en el primer álbum del grupo (The Piper at the Gates of Dawn) es considerada como uno de los mejores trabajos de los primeros años de la banda.
El personaje central de la canción es un travesti cuyo pasatiempo consiste en robar ropa interior femenina encontrada en tendederos. Pese a llegar al número 20 en los listados de música del Reino Unido, Radio London la retiró de su programación por la letra.

## Personal e instrumentario
- Syd Barrett – guitarra eléctrica, guitarra sajona, voz principal
- Rick Wright – órgano Farfisa, voz de acompañamiento
- Roger Waters – bajo
- Nick Mason – batería

## Otras versiones
- La banda inglesa de punk The Damned hizo una versión en homenaje a Syd Barrett

- David Bowie hizo una versión de la canción junto a David Gilmour.

- El cantante pop francés Etienne Daho la incorporó en su álbum Tombé pour la France (1985)